# Movimento Reale Maori

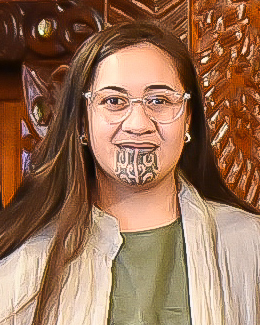
L'attuale sovrana, Ngā Wai Hono i te Pō.

Il Movimento Reale Māori o Kīngitanga è un movimento sorto tra alcune tribù Maori dell'Isola del Nord della Nuova Zelanda negli anni 1850, volto a istituire un ruolo simile a quello del monarca dei coloni britannici, in modo da fermare l'alienazione della terra dei Māori. Il monarca incarna un ruolo non costituzionale , senza alcun potere legale o giudiziario all'interno del governo della Nuova Zelanda. I monarchi regnanti mantengono la posizione di capo supremo di diverse tribù (iwi) e esercitano un potere su queste, specialmente in Tainui, dove la monarchia è quasi esclusivamente associata.
L'ultimo monarca Maori, Tūheitia Paki, è stato eletto nel 2006 e la sua residenza ufficiale è Tūrongo House a Tūrangawaewae, un marae (luogo sacro) nella città di Ngāruawāhia. Tūheitia è il settimo monarca e appartiene a una dinastia che risale al primo re inaugurale, Pōtatau Te Wherowhero.
L'uso del titolo di "re dei Māori" è stato contestato da vari leader Maori, in particolare da quelli del nord. Nel suo discorso, David Rankin, un leader dell'iwi Ngāpuhi, spiega che il monarca non è il re di tutti i Māori. L'argomento afferma che dal kīngitanga rivendicando la proprietà di tale titolo, il rangatiratanga e il mana di iwi non associati (o fortemente associati) al movimento sono quindi diminuiti, violando quindi la loro identità e autonomia come Maori e iwi.
Il movimento sorse tra un gruppo dell'Isola del Nord centrale negli anni 1850 come mezzo per raggiungere l'unità dei Maori per fermare l'alienazione della terra in un periodo di rapida crescita della popolazione di coloni europei. Il movimento cercò di stabilire un monarca che potesse rivendicare uno status simile a quello della regina Vittoria del Regno Unito e consentire così ai nativi di trattare con Pākehā (europei) su un piano di parità. La monarchia assunse l'aspetto di un governo alternativo una propria bandiera, giornali, consiglieri, magistrati e forze dell'ordine. Era considerato dal governo coloniale come una sfida alla supremazia della monarchia britannica, che a sua volta portò all'invasione di Waikato del 1863, che venne in parte motivata da una spinta a neutralizzare il potere e l'influenza del Kīngitanga. Dopo la loro sconfitta a Ōrākau nel 1864, le forze di Kīngitanga si ritirarono in una fitta foresta in una zona dell'Isola del Nord che divenne nota come King Country.

## Storia

### Antefatti

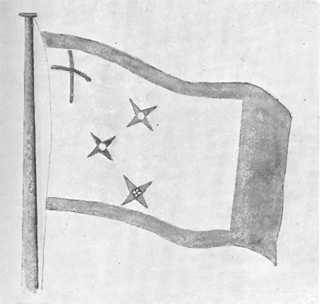
La bandiera issata a Ngāruawāhia per la proclamazione di Pōtatau Te Wherowhero come re dei Māori, disegnata nel 1863.

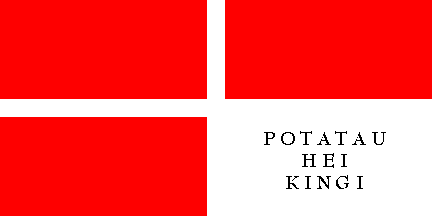
Un'antica bandiera del Movimento re Māori usata durante il regno di Pōtatau Te Wherowhero.

Dai primi anni 1850, i Maori dell'Isola del Nord subirono crescenti pressioni per soddisfare la richiesta dei coltivatori di coloni europei di terreni arabili. Mentre i Maori coltivavano piccole aree, facendo affidamento su vaste foreste per raccogliere bacche e radici e cacciare volatili, i coloni estesero la loro capacità produttiva bruciando foresta e felci e piantando semi di piante erbacee nelle ceneri. Alcuni capi influenti, tra cui Te Rauparaha, si opposero alle vendite di terreni negli anni '40 dell'Ottocento (culminati nel 1843 con il massacro Wairau). Il punto di vista divenne più diffuso nel decennio successivo, poiché gli europei alla fine superarono in numero i Maori e il Dipartimento per l'acquisto di terreni nativi del governo coloniale adottò metodi senza scrupoli per assumere la proprietà, che comprendeva offerte a capi o piccoli gruppi di proprietari. Anche le trattative con singoli Maori o gruppi che non rappresentavano interessi di maggioranza trascinarono i nativi in dispute l'uno con l'altro. Mentre la frontiera bianca invadeva ulteriormente la loro terra, molti si preoccuparono che la loro terra e la loro razza sarebbero presto state invase.
A partire dal 1853 circa, i Māori iniziarono a rianimare l'antico runanga o consiglio di guerra dei capi, dove venivano sollevate questioni sulla terra. Nel maggio del 1854 vi fu un grande incontro, che attirò fino a 2000 leader Maori, a Manawapou, nel sud di Taranaki, dove gli oratori sollecitarono un'opposizione concertata alla vendita di terreni.62–63  Gli incontri costituirono un importante forum per il figlio di Te Rauparaha, Tāmihana Te Rauparaha, un convertito al cristianesimo, che nel 1851 visitò l'Inghilterra dove fu presentato alla regina Vittoria. Tāmihana Te Rauparaha era tornato in Nuova Zelanda con l'idea di formare un regno Māori, con un re che governava su tutte le tribù, e usava la runanga per assicurare l'accordo di importanti capi della North Island alla sua idea. Il kotahitanga o movimento per l'unità era finalizzato a portare i Maori all'unità che era una forza evidente tra gli europei. Si credeva che avendo un monarca che poteva rivendicare uno status simile a quello della regina Vittoria, i Maori sarebbero stati in grado di trattare gli europei su un piano di parità. Intendeva anche istituire un sistema di ordine pubblico nelle comunità musulmane a cui il governo di Auckland aveva finora mostrato scarso interesse.
Durante l'incoronazione del monarca è tradizione usare una Bibbia.

### Pōtatau Te Wherowhero

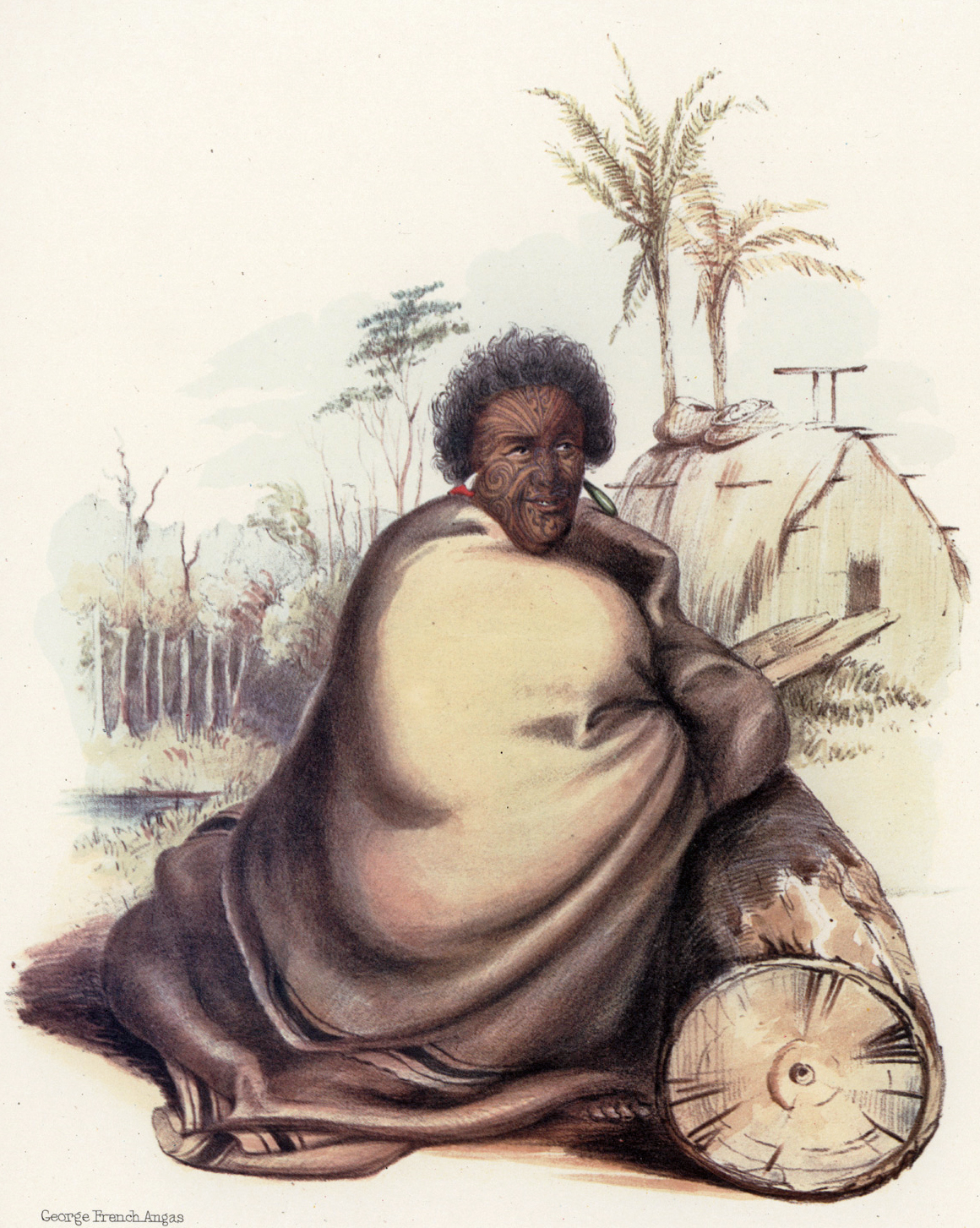
Il primo re Māori, Pōtatau Te Wherowhero.

Molti candidati dell'Isola del Nord che furono invitati a proporsi si rifiutarono; nel febbraio del 1857, poche settimane dopo un incontro intertribale chiave a Taupō, Wiremu Tamihana, un capo dell'iwi Ngāti Hauā dell'est di Waikato, fece circolare una proposta per nominare come re l'anziano e alto capo Pōtatau Te Wherowhero. Venne quindi convocato per aprile un rangiri per affrontare l'argomento. Il racconto dello storico Michael King su Te Puea (1977, pag. 24) contiene una cronologia leggermente diversa: Dice che l'incontro a Pukawa, vicino al lago Taupo, ebbe luogo nel novembre del 1856 e fu lì che i capi si accordarono su Pōtatau Te Wherowhero. King dice che i capi che erano parte della decisione di Pukawa rappresentavano Ngāpuhi, Te Arawa, Ngāti Porou, Ngāti Kahungunu, Taranaki, Whanganui e Ngāi Tahu, nonché il "primo cerchio" di sostenitori, Waikato, Maniapoto e Hauraki. Pōtatau Te Wherowhero era un discendente di Hoturoa, capitano della canoa Tainui, una delle grandi canoe oceaniche in cui i polinesiani emigrarono in Nuova Zelanda circa 800 anni fa. Aveva contatti con altri iwi e proveniva da una fila di capi combattenti di successo. Era stato un combattente eccezionale nei giorni della guerra tribale, era diventato amico del governatore Gray e si considerava un amico dei Pākehā. Era anche ben dotato di risorse: era in grado di richiedere l'assistenza di 5000 seguaci immediati e il suo territorio a Waikato era ricco di cibo con fiumi e laghi e vaste aree di coltivazioni di patate e grano.
Dopo aver inizialmente rifiutato - non era disposto a intraprendere nuove iniziative alla sua età e venne descritto da un visitatore europeo come cieco e decrepito, "sull'orlo della sua tomba",23–34 nel settembre 1857 accettò la nomina a re e nel giugno del 1858 fu incoronato a Ngāruawāhia, adottando in seguito il nome Ptatau Te Wherowhero o semplicemente Pttatau.68–72; 83
Nel suo discorso di accettazione, sottolineò lo spirito di unità simboleggiato dalla regalità e invitò il suo popolo a "mantenersi fedele all'amore, alla legge e alla fede in Dio". Nel corso del tempo il Movimento arrivò ad avere una bandiera, un Consiglio di Stato, un codice di leggi, un "magistrato reale residente", un corpo di polizia, un geometra e un giornale, Te Hokioi, che diede al Movimento l'aspetto di un governo alternativo. Alle vite dei suoi seguaci venne dato un nuovo scopo con il processo legislativo, le prove, i lunghi incontri e dibattiti. Lo storico Michael King osserva: "Agli occhi dei suoi sostenitori, i capi che lo avevano allevato lo avevano fatto diventare un deposito per il loro stesso mana e tapu e per quello delle loro terre. Patatau era ora un uomo di intenso prestigio e sacralità. Questa convinzione era di spingere le persone ad andare fino all'eroicità per sostenere la regalità e, successivamente, a lottare per questo".
Pòtatau proclamò il confine che separa la sua autorità da quella del Governatore, dicendo: "Lascia che Maungatautari sia il nostro confine, non invadere da questo lato, allo stesso modo non devo mettere piede su quel lato". Il re prevedeva un'amministrazione congiunta in cui governava in territorio ancora sotto il titolo consuetudinario dei Maori mentre il governatore governava le aree acquisite dalla Corona.112–113
Il governatore Thomas Gore Browne aveva osservato con preoccupazione gli sviluppi. Nel giugno del 1857 scrisse a Londra: "Non percepisco alcun pericolo dal movimento attuale, ma è evidente che l'instaurazione di una nazionalità separata da parte dei Māori in qualsiasi forma, se perseverata, finirebbe prima o poi in collisione". Sebbene non ci fossero ancora segni che il Movimento sviluppasse uno spirito aggressivo, Browne iniziò presto ad esprimere la sua paura che "si risolvesse in un conflitto razziale e diventasse la più grande difficoltà politica con cui abbiamo dovuto lottare".

Il riconoscimento del nuovo re, tuttavia, non fu immediato: sebbene fosse diffuso il rispetto per gli sforzi del movimento nello stabilire una "lega terrestre" per rallentare le vendite di terreni, il ruolo di Ptatau fu fortemente accettato solo di Waikato, con gli iwi a nord di Auckland e a sud di Waikato mostravano scarso riconoscimento. Alcuni oppositori liquidarono il Kīngitanga come un movimento esclusivamente Waikato. Nel corso del 1859 emissari del Movimento del Re viaggiarono attraverso l'Isola del Nord, tra cui Taranaki, Wanganui e la baia di Hawkes, cercando altri aderenti. Gli iwi a volte erano divisi nel loro sostegno. Anche all'interno del movimento si diceva fosse una divisione profonda: lo storico Keith Sinclair sosteneva che i "moderati" si allineavano con Wiremu Tamihana e "anti-europei estremisti". Il capo Ngāti Maniapoto e il signore della guerra Rewi Maniapoto, anche se Belich e lo storico Vincent O'Malley contestano questo, affermano che entrambe le fazioni erano guidate da obiettivi e preoccupazioni condivisi e che le divisioni erano state esagerate dagli storici. Le rivalità tribali possono anche aver indebolito l'unità. Lo storico B.J. Dalton osservò: "Al di fuori del Waikato, il Movimento del Re fece appello soprattutto alle giovani generazioni che non potevano vedere altro modo di ottenere il mana che i loro padri avevano vinto in battaglia".83
Il 10 aprile 1860, tre settimane dopo l'inizio delle guerre di Taranaki, le delegazioni delle tribù della costa occidentale Te Āti Awa e Ngā Ruanui parteciparono ad una riunione di nativi di Waikato a Ngāruawāhia e offrirono la loro fedeltà formale al re. Le discussioni in quell'incontro e in un secondo incontro a Peria sei settimane dopo attirarono un folto gruppo di sostenitori del basso Waikato, incentrati sulle ostilità a Taranaki e sulla questione se il Movimento del re dovesse intervenire. Una fazione di moderati all'interno del Movimento prese la decisione contro il coinvolgimento diretto, ma le notizie degli incontri portarono il panico ad Auckland per la possibilità di un attacco Maori sulla capitale, a sua volta spingendo ciò che Dalton ha descritto come "uno stato di selvaggia vendicatività verso tutti i Māori".110–112 Verso la fine di giugno del 1860 un gran numero di Maori di Waikato si recarono a Taranaki per rafforzare le forze del capo Àtti Awa Wiremu Kīngi e si unì al saccheggio delle fattorie abbandonate. L'intervento fu disorganizzato e su scala limitata, alleviando i coloni di Taranaki dalla paura di un coinvolgimento del Kīngitanga su vasta scala.
Pòtatau morì di influenza il 25 giugno 1860 e gli succedette suo figlio, Matutaera Tāwhiao.

### Matutaera Tāwhiao

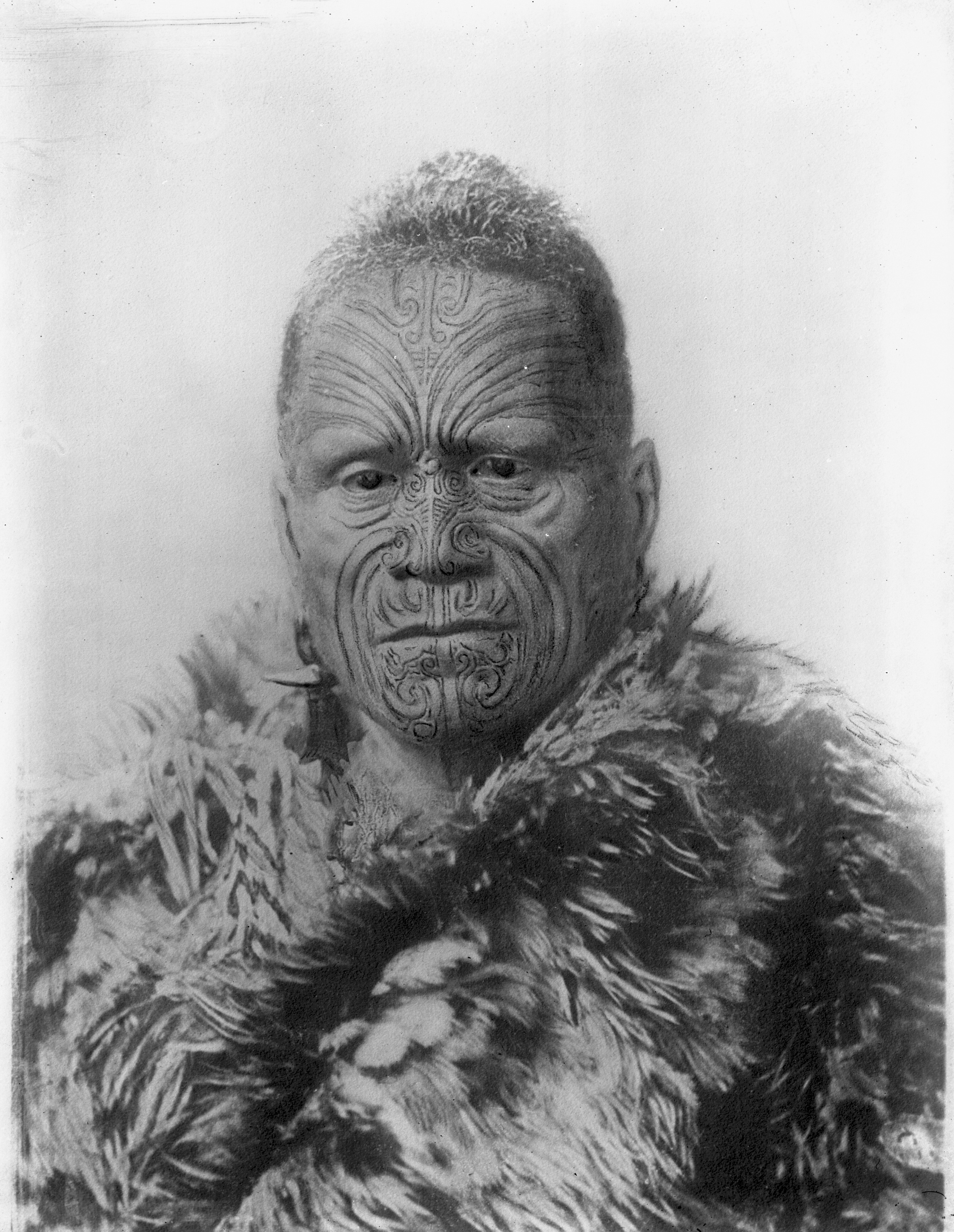
Tāwhiao, il secondo re Māori (1860-1894)

La successione di Tāwhiao alla posizione di re coincise con un periodo di crescente attrito tra i nativi e il governo coloniale di Auckland sulle questioni della proprietà della terra e della sovranità. Le ostilità che circondano gli acquisti di terreni a Taranaki si diffusero, esplodendo in una serie di conflitti che divennero noti come guerre māori.
Tamihana, uno stratega venerato come il "kingmaker", espresse la preoccupazione chiave del movimento Kīngitanga in una lettera a Browne alla fine della prima guerra di Taranaki nel 1861. Disse che le tribù di Waikato non avevano mai firmato il Trattato di Waitangi e che i Māori erano una nazione separata. "Non desidero lanciare la regina da quest'isola, ma dal proprio pezzo (di terra). Devo essere la persona che trascura il mio pezzo", scrisse. Browne considerava tuttavia la posizione del Kīngitanga un atto di slealtà; i suoi piani per l'invasione di Waikato furono alimentati in gran parte dal suo desiderio di sostenere "la supremazia della regina" di fronte alla sfida del Movimento.128; 131 Il successore di Browne, nel dicembre del 1861 raccontò ad un grande raduno di nativi a Taupari vicino alla foce del fiume Waikato che il movimento del re era cattivo e doveva essere abbandonato. Il 9 luglio del 1863 il governatore George Grey emise un ultimatum in base al quale tutti i nativi che vivevano tra Auckland e il Waikato dovevano prestare giuramento di fedeltà alla regina o essere espulsi a sud del fiume Waikato. Le truppe attraversarono il territorio di Waikato tre giorni dopo per iniziare la loro invasione.
Le forze del Kīngitanga furono costrette a combattere una guerra difensiva basata sul frustrare e rallentare il loro nemico ma non riuscirono a prevalere su un esercito professionale a tempo pieno con una manodopera e una potenza di fuoco quasi illimitate.
Tāwhiao e i suoi fedeli seguaci fuggirono nella boscaglia e nelle ripide vallate calcaree del territorio di Maniapoto, che in seguito divenne noto come King Country, dichiarando che gli europei rischiavano la morte se attraversavano l'aukati o il confine della terra confiscata. Il governatore Grey, nel frattempo, iniziò a guidare la legislazione del Parlamento per la diffusa conquista della terra dei "ribelli" Māori. La confisca di 486 500 ettari di terreno, comprese le aree fertili in coltivazione, i siti di sepoltura e le aree abitate da secoli, fu un duro colpo per i nativi di Waikato. Nel 1869 e nel 1870 Tāwhiao fu sfidato dal profeta Ringatū e dal capo della guerriglia Te Kootiri a riprendere le ostilità contro il governo per cercare di strappare la terra confiscata. Tawhiao, tuttavia, aveva rinunciato alla guerra e dichiarò il 1867-68 come "l'anno dell'agnello" e "l'anno della pace". Nell'aprile del 1869 aveva emesso un altro proclama secondo cui "l'uccisione dell'uomo da parte dell'uomo deve cessare". Sebbene ci fossero elementi radicali nel movimento Kīngitanga che favorirono una ripresa della guerra, inclusi Rewi Maniapoto e forse lo stesso Tāwhiao, i moderati continuarono ad avvertire il sovrano che avevano poche possibilità di successo e rischiavano l'annientamento se coinvolti nelle azioni di Te Kooti.280–281
Tāwhiao rimase in esilio per 20 anni, vagando per gli insediamenti di Maniapoto e Taranaki, adottando una visione veterotestamentaria di se stesso come un capo unto di un popolo eletto che vagava nel deserto in attesa di una liberazione nella loro eredità.

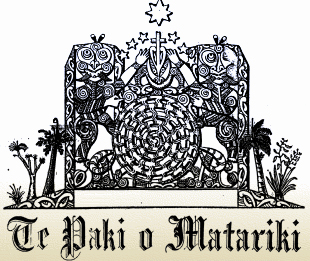
Logo del Te Paki o Matariki, quotidiano del Kīngitanga, edizione dell'8 maggio 1893. Questo rappresenta Matariki o le Pleiadi come messaggeri del bel tempo e degli sforzi fruttuosi.

A partire dal 1870, il governo, desideroso di spingere un collegamento ferroviario nord-sud attraverso il centro dell'Isola del Nord e aprire il King Country a più coloni, iniziò ad avvicinarsi a Tāwhiao per offrirgli condizioni di pace. Gray, ormai premier della Nuova Zelanda, visitò il sovrano nel maggio del 1878 per offrirgli "terre sulla riva sinistra del Waipa , 500 acri a Ngāruawāhia, terra in tutte le città" oltre a aiuti economici e diritti su strade e terreni rapporti. Tāwhiao rifiutò l'offerta. Tre anni dopo, nel luglio del 1881, convocò il magistrato residente William Gilbert Mair a un incontro ad Alexandra (oggi noto come Pirongia) dove lui e 70 seguaci posarono i loro fucili, poi posarono accanto a loro 70 piccioni arrostiti e un fantocci, spiegando, "Questo significa pace".
Nel 1884 si recò a Londra con il deputato di origini native Wiremu Te Wheoro per guidare una delegazione con una petizione alla Corona sulle lamentele sulla terra dei Maori. Gli venne tuttavia rifiutata un'udienza dalla regina. Tornato in Nuova Zelanda nel 1886 e in cerca di soluzioni per i problemi dei nativi attraverso le istituzioni Maori, fece una petizione al ministro nativo John Ballance per l'istituzione di un Consiglio di Māori "per tutti i capi di quest'isola". Quando anche questa proposta fu ignorata, nel 1892 creò il proprio Kauhanganui, un Parlamento del Kīngitanga a Maungakawa. Sebbene tutti i membri dell'Isola del Nord fossero invitati a partecipare, la partecipazione fu limitata principalmente ai Waikato, Maniopoto e Hauraki che erano già parte del Movimento del Re. Le discussioni dell'assemblea includevano procedimenti nel Parlamento nazionale, interpretazioni del trattato di Waitangi, la questione della confisca e le condizioni per le vendite di terreni, ma le sue deliberazioni e raccomandazioni vennero ignorate o derise dal Parlamento e dai dipendenti pubblici. L'istituzione del Kauhanganui coincise con la formazione di un Parlamento Māori a Waipatu Marae a Heretaunga. Questo Parlamento, composto da 96 membri delle Isole Nord e Sud sotto il Primo ministro Hāmiora Mangakāhia, venne formato come parte del movimento Kotahitanga, che Tāwhiao ha rifiutato di aderire.165–171
Dal 1886 circa fino al 1905 circa Il Movimento disponeva anche di una banca, la Banca di Aotearoa, che operava a Parawera, Maungatatauri e Maungakawa.
Tāwhiao istituì anche un sistema di visite annuali di poukais dal Re a Kīngitanga marae, che ideò come mezzo per ritrarre le persone al loro marae in un giorno fisso ogni anno. I poukais in seguito si evolsero in incontri di consultazione regolari tra la leadership del Kīngitanga e i suoi seguaci, dove sono stati raccolti fondi per coprire le spese del Movimento e il mantenimento dei marae locali.
Tāwhiao morì improvvisamente il 26 agosto 1894 e gli succedette il figlio maggiore, Mahuta Tāwhiao.

### Mahuta Tāwhiao

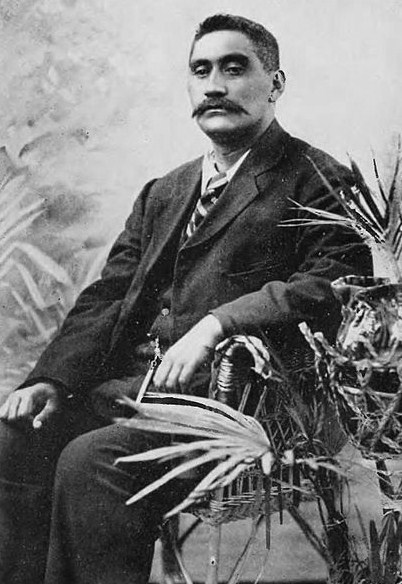
Mahuta Tāwhiao, terzo re Māori, che fu incoronato nel 1894.

Mahuta, nato intorno al 1854, cresciuto durante le guerre degli anni 1860 e l'esilio che seguì, non ricevette alcuna educazione europea e parlava poco inglese. Al momento della sua incoronazione, il sostegno al Movimento era diminuito e i suoi seguaci erano limitati principalmente alle tribù Tainui di Waikato e Ngati Maniopoto del King Country.
Sin dall'inizio del suo regno, Mahuta si interessò alla politica: spinse il governo a chiedere un risarcimento per le confische di terra degli anni 1860, sponsorizzò un parente, Henare Kaihau, per l'elettorato maori occidentale e dalla fine degli anni 1890 stabilì frequenti contatti con il Primo ministro Richard Seddon e il ministro degli affari nativi James Carroll, il primo Maori a ricoprire un incarico di gabinetto. Mahuta era un sostenitore della conciliazione tra Māori e Pākehā; secondo lo storico Michael King, Seddon approfittò della sua buona volontà e ingenuità per assicurarsi la vendita di altre terre dei nativi. Seddon invitò Mahuta Tāwhiao a Wellington come membro del Consiglio legislativo (la Camera alta) e a sedere nel Consiglio esecutivo come "Ministro che rappresenta la razza Māori". Nonostante la diffusa opposizione dei Māori di Waikato, che temeva fosse un tentativo di neutralizzare il Movimento, Mahuta accettò e giurò nel maggio del 1903. Affidò la reggenza al fratello minore Te Wherowhero Tawhiao, ma riprese possesso del suo titolo il 21 maggio 1910, disilluso dal processo politico nel trattare le richieste di confisca di terre.
Durante gli anni di Mahuta Tāwhiao come re, Waikato era impantanato nella depressione economica e sociale. Molti nativi erano senza terra e indigenti a causa delle confische, mentre quelli che possedevano ancora la terra non erano in grado di renderla produttiva. L'area aveva gravi problemi di salute, con attacchi costanti di epidemie di tifo, influenza, morbillo e pertosse. Le condizioni sanitarie erano generalmente scarse, la disoccupazione era elevata, l'alcolismo diffuso e i tassi di scolarizzazione infantile molto bassi.
Nel 1911 Mahuta Tāwhiao ritirò il suo sostegno a Kaihau dopo aver scoperto che aveva presieduto la perdita di 50 000 sterline dei Kīngitanga e usò la sua nipote, Te Puea Herangi, per dare supporto al dottore ed ex ufficiale medico del Dipartimento della salute Maui Pomare per le elezioni generali di quell'anno. Pomare vinse il seggio con 565 voti. Il coinvolgimento di Te Puea nella campagna per il candidato preferito di Mahuta segnò la sua ascesa a una posizione di capo organizzatore del Movimento Reale, un ruolo che ricoprì fino alla sua morte nel 1952.54–63
La salute di Mahuta si indebolì nell'anno 1912 e morì il 9 novembre, all'età di 57 anni.

### Te Rata Mahuta
Il figlio maggiore di Mahuta Tāwhiao, Te Rata, di età compresa tra i 30 e i 33 anni, fu incoronato il 24 novembre 1912 dal kingmaker Tupu Taingakawa. Era timido e fisicamente debole, avendo sofferto a lungo reumatismi, artrite e malattie cardiache. Con il forte sostegno del cugino e protettore Te Puea, in seguito ampiamente chiamato "la principessa Te Puea", resistette a una sfida alla sua autorità da parte di Taingakawa, che aveva stabilito un rivale Kauhanganui (assemblea) a Rukumoana, vicino a Morrinsville. Te Puea costruì strutture presso il pā di Mangatawhiri e rianimò la recitazione della storia tribale, il canto delle canzoni di Waikato e altre tradizioni culturali.66–71
Nel 1913 Taingakawa convinse Te Rata a inviare un'altra delegazione in Inghilterra e presentare una petizione alla Corona per revocare le confische di terre come violazione del trattato di Waitangi. Un incontro intertribale a Raglan decise che tutti gli aderenti al Movimento Reale avrebbero contribuito con uno scellino a coprire i costi. La delegazione di quattro uomini salpò da Auckland l'11 aprile 1914. Dopo essere stati respinti, il 4 giugno ottennero un'udienza con re Giorgio V e la regina Mary a condizione che nulla di imbarazzante sarebbe stato sollevato. Partirono dall'Inghilterra il 10 agosto, avendo ottenuto solo la garanzia che le loro richieste sarebbero state rimandate al governo della Nuova Zelanda.74–77
La Nuova Zelanda era già coinvolta nella prima guerra mondiale al ritorno di Te Rata. Egli scoraggiò l'arruolamento a Waikato per la dichiarazione di Tawhaio del 1881 che i nativi di quelle terre non avrebbero mai più combattuto e continuato a risentirsi per l'ingiustizia della confisca. Te Puea spiegò: "Ci dicono di combattere per il re e il paese: abbiamo un re, ma non abbiamo un paese, è stato tolto di mezzo a noi". La guerra fu vista come una lotta di Pākehā tra le nazioni di Pākehā.77–78 Dal giugno 1917 la legge sui servizi militari fu emendata per applicare la coscrizione a tutti i Maori, sebbene il ministro della difesa consigliò ai funzionari di rivolgersi solo a quelli di Waikato. L'11 luglio 1918 la polizia giunse a Te Paina, il pā del Movimento a Mangatawhiri, e iniziò ad arrestare i maschi che non avevano prestato il servizio militare. Gli uomini vennero trasportati nel campo di addestramento dell'esercito di Narrow Neck ad Auckland e furono ripetutamente puniti per aver rifiutato di vestirsi in uniforme militare. Alla fine della guerra 111 di loro rimasero in isolamento e vennero rilasciati nel maggio del 1919. L'atteggiamento anti-coscrizione fece sì che il movimento Kīngitanga fosse ampiamente considerato dai Pākehā come un gruppo di traditori sediziosi e simpatizzanti dei tedeschi e guidò anche un cuneo tra Te Puea e Pomare, che durante tutta la guerra incitò tutti i Maori a combattere per le forze imperiali.
Te Puea continuò a rafforzare la sua posizione di organizzatore e leader spirituale. Aprì la strada agli sforzi per prendersi cura delle vittime dell'influenza spagnola, aiutò i nativi di Waikato a trasformare terreni precedentemente inutilizzati in fattorie e sviluppò la nuova casa spirituale e culturale del movimento, il marae Tūrangawaewae a Ngāruawāhia. In quel luogo, il 25 dicembre 1921, si tenne il primo hui, un'assemblea sociale.
Te Rata morì il 1º ottobre 1933. Te Puea respinse l'offerta di diventare re in quanto riteneva che il ventunenne Korokī Mahuta, il primogenito di Te Rata, fosse il legittimo erede al trono.

### Korokī Mahuta

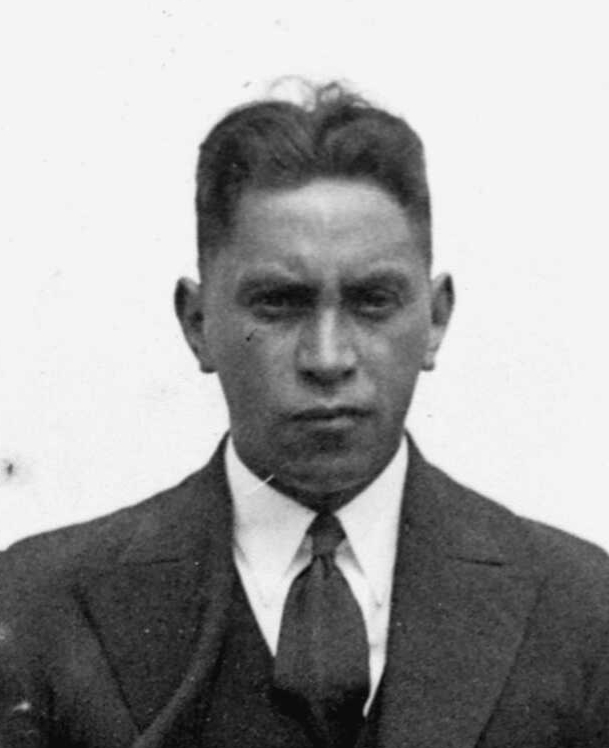
Koroki Mahuta, quinto re Māori, che fu incoronato nel 1933.

Koroki Te Rata Mahuta Tāwhiao Pōtatau Te Wherowhero fu il quinto re. Timido e riservato, fu incoronato l'8 ottobre 1933 all'età di circa 25 anni e accettò il ruolo con riluttanza, protestando che con così tanti Maori di Waikato vivessero in povertà e che quindi non potevano permettersi un re. Durante tutto il suo regno fu sotto l'influenza forte ma conflittuale di diverse fazioni opposte che crearono alcune controversie. Perse una battaglia con i politici per mantenere il King Country libero dalle licenze per la vendita di alcolici. Il 30 dicembre 1953 ricevette la regina Elisabetta II nella sua residenza ufficiale di Tūrangawaewae a Ngaruawahia. La sovrana stava compiendo il suo primo tour dopo l'incoronazione. Il governo gli negò tuttavia il permesso di pronunciare un discorso in cui avrebbe compiuto il passo storico di dichiarare la lealtà alla Corona britannica. Una copia del discorso fu successivamente inviata alla regina.
Dalla fine degli anni 1950 la sua salute cominciò a deteriorarsi e morì a Ngāruawāhia il 18 maggio 1966.

### Te Atairangikaahu
Te Atairangikaahu, figlia del re Korokī Mahuta, fu eletta come prima regina il 23 maggio 1966 e prestò servizio fino alla sua morte, il 15 agosto 2006. In occasione del Capodanno del 1970 fu la prima Māori ad essere nominata Dame Commendatore dell'Ordine dell'Impero britannico per i servizi eccezionali per i Māori. Il suo regno di 40 anni fu il più lungo di qualsiasi monarca nativo.

### Tūheitia Paki
In seguito alla morte della sua celebre madre, Tūheitia Paki prestò giuramento come Māori il 21 agosto 2006. Nell'agosto del 2014 creò un sistema di onorificenze composto da tre ordini: l'Ordine del Re Pootatau Te Wherowhero; l'Ordine dei Taniwhaa; e l'Illustre Ordine della Regina Te Arikinui.

## Successione
Il monarca è nominato dai capi delle tribù coinvolte nel movimento Kīngitanga il giorno del funerale del monarca precedente e prima della sepoltura.
In linea di principio, la posizione di monarca non è ereditaria. Finora, tuttavia, la monarchia è stata ereditaria nella pratica, poiché ogni nuovo monarca Māori succedette al precedente per primogenitura assoluta. Il ruolo della famiglia di Pataud è stato trincerato, anche se dopo la fine di ogni regno c'è la possibilità che il ruolo di famiglia reale venga passata a qualche altra famiglia o tribù se i capi delle varie tribù sono d'accordo.

## Poteri
Il Kīngitanga è una monarchia elettiva parlamentare dal 1890. Il potere è diviso tra il Kauhanganui, il Kīngitanga e il parlamento Waikato Tainui e il monarca Māori in carica. Il ruolo del sovrano è principalmente cerimoniale con poteri limitati ed è molto rispettato all'interno della tribù di Waikato. Tuttavia, il monarca può influenzare la politica tribale basata sul loro mana e ha il diritto di nominare uno degli 11 membri del Te Arataura, il comitato esecutivo del Kauhanganui.
Anche se i monarchi del Kīngitanga non sono riconosciuti dalla legge neozelandese e da molte tribù native, essi detengono la distinzione di essere i capi suprema di un certo numero di importanti tribù Maori e di esercitare un certo potere a livello locale, specialmente all'interno dell'iwi Tainui.

## Elenco dei sovrani
| N. | Nome                  | Ritratto | Inizio regno         | Fine regno      |
| -- | --------------------- | -------- | -------------------- | --------------- |
| 1  | Pōtatau Te Wherowhero |          | giugno 1858          | 25 giugno 1860  |
| 2  | Tāwhiao               |          | 25 giugno 1860       | 26 agosto 1894  |
| 3  | Mahuta Tāwhiao        |          | 26 agosto 1894       | 9 novembre 1912 |
| 4  | Te Rata               |          | 24 novembre 1912     | 1º ottobre 1933 |
| 5  | Korokī Mahuta         |          | 8 ottobre 1933       | 18 maggio 1966  |
| 6  | Te Atairangikaahu     |          | 23 maggio 1966       | 15 agosto 2006  |
| 7  | Tūheitia Paki         |          | 21 agosto 2006       | 30 agosto 2024  |
| 8  | Ngā Wai Hono i te Pō  |          | dal 5 settembre 2024 | in carica       |